# Ficedula henrici
El papamoscas de la Damar (Ficedula henrici) es una especie de ave paseriforme en la familia Muscicapidae endémica de la isla de Damar.

## Distribución
Es endémica de la isla de Damar, en el este de las islas menores de la Sonda, perteneciente a Indonesia.